# Wilson Armas
Wilson Antonio Armas Ponce (Ibarra, 2 aprile 1958) è un ex calciatore ecuadoriano, di ruolo difensore.

## Carriera

### Club
Ha sempre giocato nel campionato ecuadoriano.

### Nazionale
Con la maglia della Nazionale giocò 14 partite e prese parte alla Copa América 1983.